# Omar Souleyman

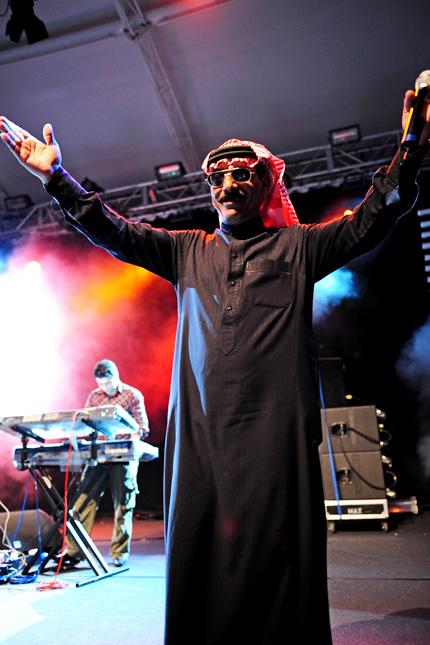
Omar Souleyman auf dem Perth International Arts Festival (2011)

Omar Souleyman (عمر سليمان; geboren als Omar Almasikh) (* 1966 in Raʾs al-ʿAin, Syrien) ist ein populärer sunnitisch-arabischer Musiker aus Syrien. Er singt sowohl im syrischen als auch irakischen arabischen Dialekt als auch in kurdischer Sprache. Seine Musik kann den Richtungen arabische bzw. kurdische Folklore, Weltmusik, Dabke und Techno bzw. Electronica zugeordnet werden. Souleyman lebt heute in der Türkei.

## Leben und künstlerische Karriere
Souleyman begann seine Karriere als Musiker 1994. Seitdem hat er über etwa 500 Studio- und Live-Alben herausgebracht, die meisten davon sind allerdings Aufnahmen von Hochzeiten auf Kassetten, auf denen er aufgetreten ist und die als Geschenk an das Hochzeitspaar weitergegeben und später kopiert und verkauft wurden.
International bekannt wurde Souleyman durch seine elektronische Spielart der traditionellen Hochzeitsmusik Dabke. 2011 trat er auf dem Glastonbury Festival und im Juni 2011 auf dem Festival Chaos in Tejas in Austin (Texas) auf. Im August 2011 trat er auf dem Paredes de Coura in Portugal auf. Er wurde von Caribou ausgewählt, auf dem Festival ATP Nightmare Before Christmas im Dezember 2011 in Minehead aufzutreten. 2011 nahm er außerdem drei Remixe für Björks Album Biophilia auf, die sich alle auf der zweiten CD ihrer Crystalline Series zur Single Crystalline befinden.
Nach Angaben seiner Managerin wanderte Souleyman im Jahr 2012 wegen des syrischen Bürgerkriegs in die Türkei aus. Dort hat er eine Bäckerei eröffnet, die kostenlos bedürftige türkische und syrische Familien versorgt.
Im August 2013 trat er auf dem Festival Way Out West Festival in Göteborg und im Dezember 2013 auf dem Konzert zum Friedensnobelpreis 2013 in Oslo auf.
2015 wurde das Album Bahdeni Nami auf dem Label Monkeytown Records von Modeselektor veröffentlicht. Zwei Lieder darauf wurden auch von dem Berliner Produzenten-Duo produziert. Weitere Produktionen stammen von Gilles Peterson, Four Tet und Legowelt.
2020 schaffte es der Song Layle durch den Remix des deutschen DJs Boys Noize in die Flämischen Charts in Belgien.
In Deutschland trat er unter anderem in der Kampnagel Kulturfabrik Hamburg sowie in Berlin auf.
Im November 2021 befand sich Souleyman zwischenzeitlich in Haft. Ihm war in der Türkei vorgeworfen worden, der PKK anzugehören.

## Themen seiner Lieder
In Souleymans Liedern geht es trotz des Kriegs in Syrien nicht um politische Themen. Er singt meist über Liebe und Hochzeiten.
Auf dem Cover seines Albums "Wenu Wenu" ist Omar Souleyman mit einem Mikrofon vor der offiziellen syrischen Flagge dargestellt. Da die syrische Opposition diese Flagge ablehnt und sich stattdessen auf eine ältere Flagge mit grünem, statt rotem Streifen und drei Sternen beruft, wurde ihm das als Unterstützung des Assad-Regimes ausgelegt.

## Diskografie

### Studioalben
- 2006: Highway to Hassake (Sublime Frequencies)
- 2009: Dabke 2020 (Sublime Frequencies)
- 2010: Jazeera Nights (Sublime Frequencies)
- 2011: Haflat Gharbia – The Western Concerts (Sublime Frequencies)
- 2011: Leh Jani (Sham Palace)
- 2013: Wenu Wenu (Ribbon Music)
- 2015: Bahdeni Nami (Monkeytown Records)
- 2017: To Syria, With Love (Mad Decent)
- 2019: Shlon (Mad Decent)
- 2024: Erbil

### Singles (Auswahl)
- 2012: Crystalline (mit Björk)
- 2012: Thunderbolt (mit Björk)
- 2013: Warni Warni
- 2013: Wenu Wenu
- 2013: Ya Yumma
- 2015: Bahdeni Nami
- 2017: Ya Bnayya
- 2019: Shi Tridin